# داريلنغتون أومودياغبي
داريلنغتون أومودياغبي (بالإنجليزية: Darlington Omodiagbe؛ بالألمانية: Darlington Omodiagbe) هو لاعب كرة قدم ألماني ونيجيري في مركز الدفاع، ولد في 2 يوليو 1978 في واري في نيجيريا. لعب مع روت فايس آهلن وكارل زايس يينا وليخيا غدانسك ونادي أوسنابروك ونادي أونترهاخينغ ونادي ال كي اس ودز ونادي دويسبورغ ونادي هارتلاند وهانوفر 96.

## وصلات خارجية
- داريلنغتون أومودياغبي على موقع قاعدة بيانات كرة القدم.إي يو (الإنجليزية)
- داريلنغتون أومودياغبي على موقع بيانات كرة القدم. دي إي (الألمانية)